# Mertensophryne micranotis
Mertensophryne micranotis es una especie de anfibios de la familia Bufonidae. Se encuentra en Kenia y Tanzania.
Su hábitat natural incluye bosques secos tropicales o subtropicales, sabanas húmedas y zonas de arbustos.
Está amenazada de extinción.